# Manglebræt
Et manglebræt er et ældre redskab, brugt ved tøjrulning, brættet har et håndtag i den ene ende tit udformet som en hest. Brættet blev tidligere brugt til at glatte vaskede lagner, duge og andre tekstiller med, idet tøjet blev viklet omkring en rundstok og rullet hen over et bord ved hjælp af brættet. Brættet var ofte dekoreret med træskæringer, karvesnit og/eller bemalinger.